# Elektrownia Wodna Wrocław II
Elektrownia Wodna Wrocław II (Północna, Kraftwerk) – elektrownia wodna położona we Wrocławiu, na rzece Odra, a dokładniej na jej odnodze przepływającej przez Śródmiejski Węzeł Wodny, tzw. Odrze Północnej, wchodząca w skład stopnia wodnego w odniesieniu do którego stosuje się nazwę: Mieszczański Stopień Wodny – Śródmiejski Węzeł Wodny Dolny. Położona jest w 1,2 km biegu rzeki Odry Północnej – ok. 252 km Odry. Wybudowana została w latach 1924–1925, w miejscu istniejącego wcześniej młyna Werdermühle, a przekazanie elektrowni władzom miasta nastąpiło w 26 stycznia 1926 roku.

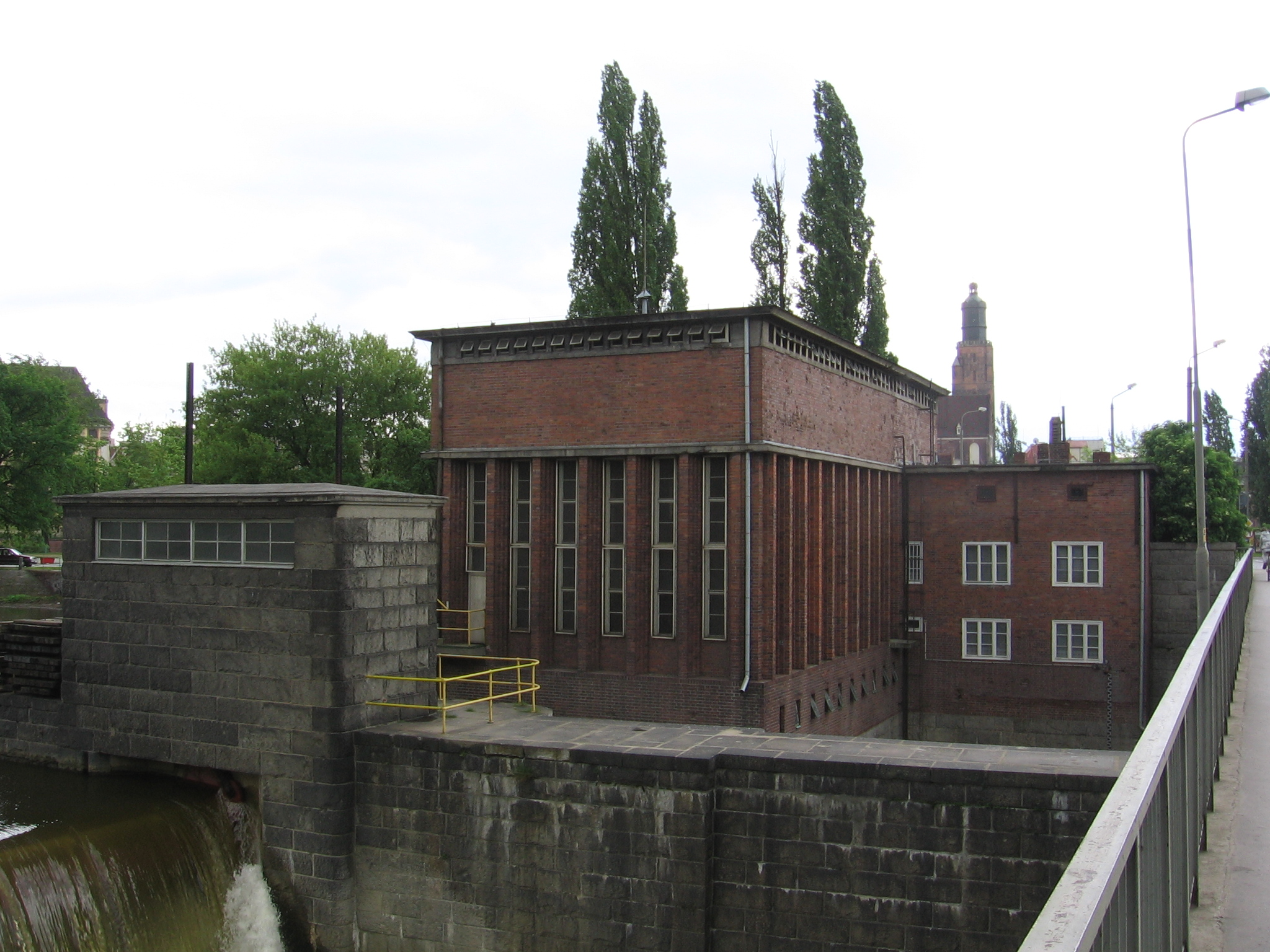
Elektrownia Północna we Wrocławiu

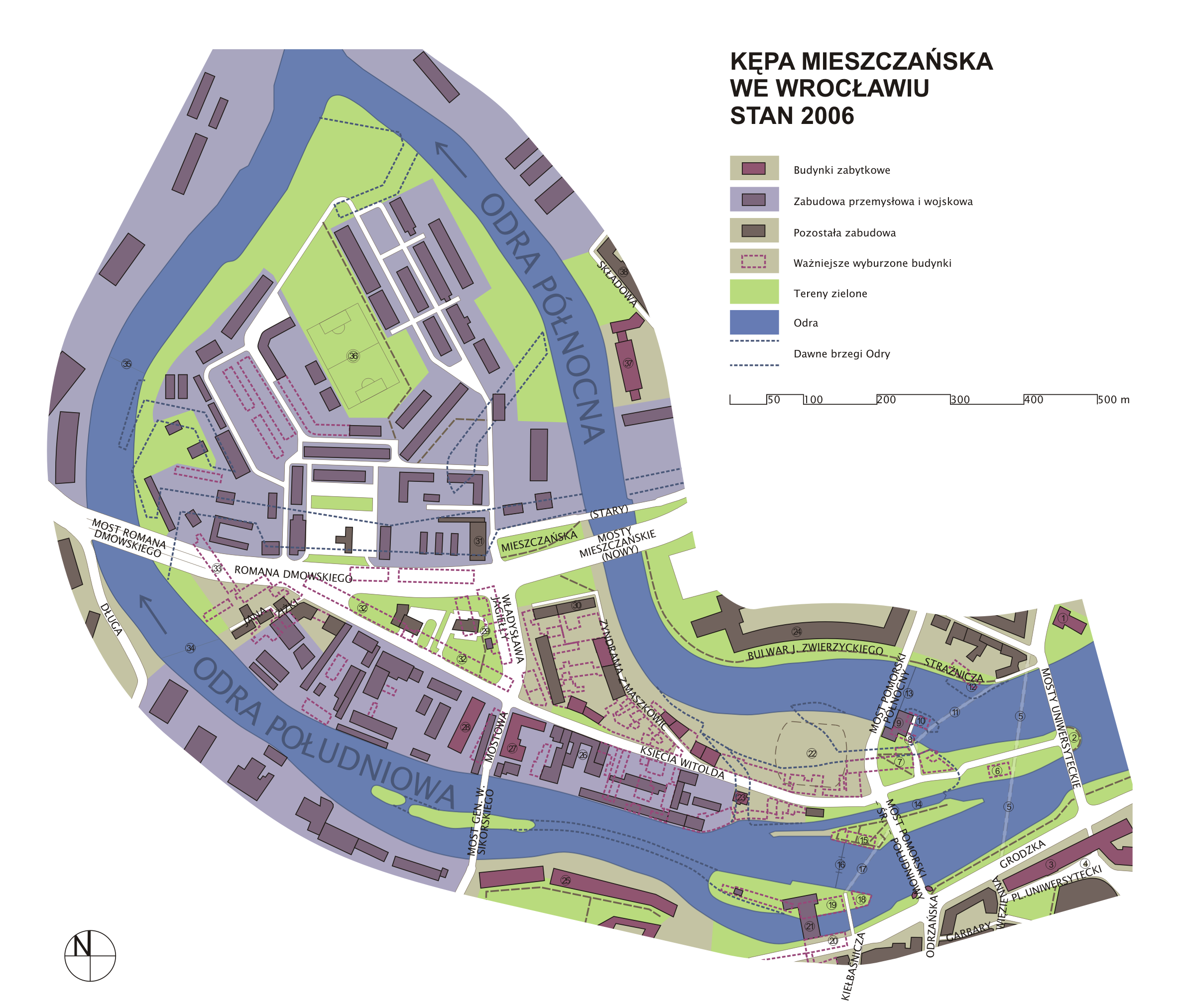
Elektrownia Wodna Wrocław II na planie (nr 9)

Elektrownia mieści się na lewym brzegu rzeki, na północnym krańcu tej części wyspy Kępa Mieszczańska. Na północ od elektrowni, w korycie rzeki, położony jest piętrzący wodę, między innymi na potrzeby tej elektrowni, Jaz Elektrowni Wodnej Wrocław II, a za korytem rozciąga się teren osiedla Nadodrze. Przy elektrowni przebiega Ulica Pomorska, a w jej ciągu położone są Mosty Pomorskie.
W elektrowni zainstalowane zostały dwie turbiny Francisa oraz generatory firmy Siemens z 1924 roku, o mocy 500kVA każdy pracujący do dziś. Moc całkowita 1 MW. W celu zwiększenia produkcji prądu w Elektrowni Wodnej Wrocław I, w 1959 roku zmieniono położenie robocze klap na Jazie Elektrowni Wodnej Wrocław II. Jest to elektrownia przepływowa. Obie elektrownie wrocławskie obecnie należą do spółki z o.o. - Tauron Ekoenergia (wcześniej Jeleniogórskie Elektrownie Wodne).
Budynek elektrowni w zakresie architektury został zaprojektowany przez Maxa Berga. Jaroslav Vonka wykonał natomiast zdobienia bram wejściowych. Elektrownia północna dnia 10 sierpnia 1993 wpisana została do rejestru zabytków pod numerem A/1496/52
5/Wm.